# Conostylis villosa
Conostylis villosa är en enhjärtbladig växtart som beskrevs av George Bentham. Conostylis villosa ingår i släktet Conostylis och familjen Haemodoraceae. Inga underarter finns listade.